# Aegiphila mollis
La contraculebra de Venezuela (Aegiphila mollis) es una especie botánica de árbol en la familia de las Lamiaceae; nativa de Bolivia y de Brasil. Esta especie es citada en Flora Brasiliensis por Carl Friedrich Philipp von Martius.

## Descripción
Son arbustos o árboles pequeños, que alcanzan un tamaño de 2–6 m de alto; con ramitas subteretes, de 2–5 mm de ancho, puberulentas. Hojas oblongas, oblanceoladas o elípticas, 10–17.5 cm de largo y 3.5–8.5 cm de ancho, ápice acuminado, base cuneada, aguda u obtusa, haz con tricomas dispersos, envés con tricomas densos, los tricomas rígidos cortos y perpendiculares o ambas superficies glabras, excepto sobre los nervios, cartáceas; pecíolo puberulento. Inflorescencia panículas de cimas, terminal y axilar, la terminal 6.5–13 cm de largo y 4.5–10 cm de ancho, cimas con numerosas flores laxamente arregladas, pedúnculo 2.5–4 cm de largo, pedúnculo, pedicelo y cáliz con tricomas rígidos cortos y perpendiculares, dispersos a densos; pedicelo 3–5 mm de largo; cáliz 2–3 mm de largo y 2–2.5 mm de ancho, ápice truncado; corola con tubo 4–7 mm de largo, lobos 1–2.5 mm de largo. Fruto oblongo, 8–13 mm de largo y 6–11 mm de ancho, ápice deprimido, glabro; cáliz fructífero cupuliforme, 2–4 mm de largo y 6–8 mm de ancho, entero a ligeramente rasgado, menudamente pubescente, con tricomas perpendiculares muy cortos.

## Taxonomía
Aegiphila mollis fue descrita por Carl Sigismund Kunth  y publicado en Nova Genera et Species Plantarum (quarto ed.) 2(6): t. 130. 1817.
Variedades aceptadas
- Aegiphila mollis var. puberulenta (Moldenke) López-Pal.
- Aegiphila mollis var. surfaceana (Moldenke) Moldenke

Sinonimia
- Aegiphila mollis var. grossiserrata Aymard, C.López-Pal. & López-Pal.
- Aegiphila mollis var. mollis
- Aegiphila mutisii Kunth
- Aegiphila mutisii var. grandiflora Schauer
- Aegiphila mutisii var. parviflora Schauer
- Aegiphila pubescens Willd. ex Steud.
- Aegiphila salutaris Kunth
- Cornutia velutina Hayek[3][4]